# Orden de San Jorge de Alfama
La Orden de San Jorge de Alfama fue una orden militar fundada en 1201 por el rey Pedro II de Aragón y cuyo título es un agradecimiento a su santo patrón, que le habría dado protección en la guerra contra los sarracenos; posteriormente se fusionó con la Orden de Montesa.
Pedro II necesitaba fondos para mantener un ejército bien pertrechado y la fastuosidad de su corte, pero estos dineros los obtenía de tributos que provocaban el descontento popular. Una de sus ideas fue ampliar sus dominios fuera de Aragón, Cataluña y Occitania (aunque había cierta unión con su hermano Alfonso II de Provenza sobre todo al morir este, pues ejerció la tutoría de su sobrino y sus tierras) y deseaba arrebatar nuevas tierras a los musulmanes. Con ese fin en 1201 creó la Orden Militar, cuyos caballeros le ayudaran en la empresa y, a tal fin, determinó fundar la Orden de San Jorge, a la que se añadiría de Alfama por el señorío que le dio cerca de la villa de Tortosa.

## Historia
Con ayuda de los caballeros de la Orden Militar, Pedro II de Aragón conquistó a los musulmanes Ademuz, Castielfabib y Valencia. La Orden también participó en la Batalla de las Navas de Tolosa (1212), al llamamiento de ayuda del rey castellano Alfonso VIII y también tomó parte en el intento fallido de conquistar la isla de Mallorca. La Orden de San Jorge también se enfrentó a dificultades de índole político-religiosas (el Catarismo fue el problema). La Orden Militar, obligada, tanto a combatir con el rey que la había creado, como a entrar en combate con las fuerzas protegidas por el Papa, chocaba a su Catolicismo. En las tierras Occitanas de Pedro II, el catarismo estaba presente y con mucho vigor. El rey se hallaba ante un dilema: deseaba la amistad de los nobles de Languedoc pero no quería enfrentarse al Papa, que había decretado una Cruzada contra los Cátaros. Una vez que el Papa envió a la nobleza franca contra los cátaros (occitanos), obligó a Pedro II a alinearse junto a éstos (se debía a ellos). Pedro II de Aragón y los occitanos se enfrentaron a los francos dirigidos por Simón de Montfort a las puertas de Muret el 12 de septiembre de 1212. Pedro II resultó muerto y toda Occitania quedó en manos de los cruzados, lo cual hizo que la Orden de San Jorge dejara de existir de momento.

## Se revivifica la Orden
Pedro IV de Aragón, llamado el Ceremonioso, constituyó de nuevo la Orden Militar de San Jorge, para la que solicitó del papa Gregorio XI su aprobación. Esta fue otorgada y el rey entregó a la Orden Militar el lugar de Aranda. La Orden Militar en este nuevo periodo participó en cuantas empresas emprendió el rey Pedro IV el Ceremonioso. La Orden luchó en las llamadas guerras "de los Pedros", entre la Corona de Aragón y los castellanos e incluso en época de Martín I de Aragón el Humano contra la rebelión de los jueces de Arborea (Cerdeña), que ayudados por los genoveses dominaban toda la isla a excepción del Alguer, Cagliari y Longorado, fieles a la Corona aragonesa. El rey quería fortalecer la Orden Militar, pero ya era demasiado tarde: se encontraba en decadencia. Fue entonces cuando Martín I de Aragón el Humano pensó en unir la Orden de San Jorge con la Orden de Montesa. El Papa Benedicto XIII dio su aprobación. La nueva situación aportó al principio cierta autonomía propia a los miembros procedentes de la Orden de San Jorge, hasta que por fin quedó absorbida de manera completa por la poderosa Orden de Montesa en el año 1400. Durante ese tiempo los caballeros de San Jorge junto con los de Montesa participarían como un solo Cuerpo Militar: Se enfrentaron no pocas veces a la Orden de Calatrava, en Valencia contra los nobles sublevados en contra de Pedro IV el Ceremonioso, y en las guerras de Italia apoyando a Alfonso V, en combate contra los genoveses.

## Peculiaridades de la Orden
- La Orden tenía como fines domus ordines, el rey le daría ese carácter: estableciendo la oración, la misericordia, la caridad, la hospitalidad junto a la protección del necesitado y el rechazo de los Sarracenos.
- La Orden de San Jorge seguía, como las demás Órdenes tradicionales, un sistema de tipo feudal, en que los freires y cuantos estaban bajo la autoridad del dirigente, quedaban unidos a él por vínculo de vasallaje.
- En el primer periodo de la Orden son llamados frates domus Sancti Georgii. En 1355 los freires decidieron cambiar la denominación de Comendador Mayor por la de Maestre, y es a partir de ahí cuando se puede hablar del Maestrazgo de San Jorge.
- El Superior de la Orden era elegido por los freires (compuestos por clérigos y laicos) reunidos en asamblea llamada Capítulo (excepto los tres últimos Maestres), de esa forma se evitaba que el monarca tuviera influencia.
- La Orden Militar se regía por la Regla de San Agustín (confirmada en el año 1373). <<Qui sub Regula beati Augustini et invocatione beati Georgii in loco de Alfama, Dertusenins diocesis, intitutus fuit et fundatus>>, en su versión más próxima a la constitución de los hospitalarios: prout fratres Hospitalis Sacti Johannis Hierosolymitani recipiunt.
- En 1373 la ratificación de la Orden menciona: Un hábito blanco con roja Cruz a la altura del pecho. En la bula de confirmación se describe así: <<Crucem rubeam in corum superioribus vestis albis in latere sinistro de ferre temantur>>.
- La Orden de San Jorge de Alfama (fundada por Pedro II de Aragón en 1201 no fue aprobada por la Sede Apostólica hasta 1373.
- La Orden de San Jorge siempre tuvo como rival a la Orden de Calatrava y algunas veces incluso fue su enemiga.
- La Orden de San Jorge tenía como emblema la roja cruz de San Jorge.
- La Orden de San Jorge tuvo una existencia de casi dos siglos (1201-1400).
- La Orden Militar contó con dos Prioratos: Alfama y Valencia.
- La Orden de San Jorge al fusionarse con la Orden de Montesa en 1399, dio su insignia como emblema, la cual tomó la Orden de Montesa. A partir de ese momento se llamó Orden de Santa María de Montesa y de San Jorge de Alfama.

## Maestres de la Orden
1. Joan d'Almenara (1201-1213)
2. Guillém Auger (1225)
3. Guillém de Cardona (1229)
4. Guerau de Prat (1233-1238)
5. Arnau de Castellvell (1244-1254)
6. Ramón de Guardia (1286)
7. Bernat Gros (1288-1303)
8. Domingo de Beri (1306)
9. Pere Guacs (1307-1312)
10. Jaume de Tárrega (1317-1327)
11. Pere Guacs (1327-1331)
12. Guillém Vidal (1337-1339)
13. Humbert Sescort (1341-1355)
14. Guillém Castel (1365-1385)
15. Cristóbal Gómez (1387-1394)
16. Francesc Ripollés (1394-1400)